# Alexandra Finder
Alexandra Finder (* 12. Juli 1977 in Ost-Berlin) ist eine deutsche Schauspielerin.

## Leben
Finder wurde im Ortsteil Friedrichsfelde geboren und spielte 1996 sowie 1998 die Rolle der Kim Scheele in der Daily-Soap Gute Zeiten, schlechte Zeiten. Von 2000 bis 2004 studierte sie an der Hochschule für Schauspielkunst „Ernst Busch“ Berlin und erhielt anschließend ein festes Engagement am Hessischen Staatstheater Wiesbaden. Seit 2008 arbeitet sie als freie Schauspielerin und hatte Engagements unter anderem am Teatr Nowy in Poznań, am Deutschen Theater Berlin, am Markgrafentheater Erlangen, am Schauspiel Frankfurt, am Saarländischen Staatstheater und bei den Burgfestspielen Bad Vilbel. Daneben hatte sie Nebenrollen in Fernsehfilmen und spielt bis heute zahlreiche Gastrollen in Serien und Reihen wie Ein Fall für zwei, Ein starkes Team und Tatort.
Ihre erste größere Kinorolle hatte sie 2006 in Harald Bergmanns preisgekrönten Film Brinkmanns Zorn in der Rolle der Ehefrau des Lyrikers Rolf Dieter Brinkmann. Es folgten Hauptrollen in der Komödie Three Girls und in dem romantischen Drama Wrong Number. In dem 2013 bei den Internationalen Filmfestspielen von Venedig mit dem Spezialpreis der Jury ausgezeichneten Film Die Frau des Polizisten spielte sie unter der Regie von Philip Gröning eine Ehefrau und Mutter, die unter den Misshandlungen ihres Mannes zu leiden hat.

## Soziales Engagement
Im März 2024 beteiligte sich Finder zusammen mit weiteren Prominenten und Influencern an einem öffentlichen Tierschutz-Aufruf, der sich an den Discounter Lidl richtete. Anlass ist, dass Lidl wegen tierquälerischer Zustände bei seinen zuliefernden Hühnermastbetrieben immer wieder Negativschlagzeilen macht („Lidl-Fleischskandal“).

## Filmografie (Auswahl)
- 1995–1996, 1998: Gute Zeiten, schlechte Zeiten
- 1998: Alarm für Cobra 11 – Die Autobahnpolizei – Leichenwagen
- 1998: Im Namen des Gesetzes – Götterdämmerung
- 1998: Für alle Fälle Stefanie
- 1998: Unser Charly
- 1998: St. Angela
- 1998: Einfach raus
- 1999: Hallo, Onkel Doc!
- 2000: Nachtfahrt
- 2001: Das Mädcheninternat – Deine Schreie wird niemand hören
- 2002: Emma 2038
- 2002: Spy Sorge
- 2002: Blick durch die Flaschen
- 2003: Ein starkes Team – Das große Schweigen
- 2003: St. Angela
- 2003: Der Mustervater – Allein unter Kindern
- 2004: Eine unter Tausend
- 1999, 2004: In aller Freundschaft – Abschied, Schwesternliebe, Zerrissene Seelen
- 2004: Brinkmanns Zorn – Regie: Harald Bergmann • Kino
- 2004: Three Girls
- 2004: Wrong Number
- 2005: Blindes Vertrauen
- 2005: Im Namen des Gesetzes – Doppelspiel
- 2007: Anja und Anton
- 2008: Ein Fall für zwei – Die Indizienfalle
- 2009: Tatort: Schweinegeld
- 2009: Marie – wilder Kaffee
- 2009: Unter dir die Stadt – Regie: Christoph Hochhäusler • Kino
- 2009: SOKO München – Ungeschminkt
- 2013: Die Frau des Polizisten – Regie: Philip Gröning • Kino
- 2013: Antons Fest – Regie: John Kolya Reichart • Kino
- 2013: Ein starkes Team – Prager Frühling
- 2014: Tatort: Todesspiel
- 2014: Kommissarin Lucas – Kettenreaktion • Regie: Tim Trageser
- 2015: Im Spinnwebhaus – Regie: Mara Eibl-Eibesfeldt
- 2015: Unter Verdacht – Ein Richter  • Regie: Martin Weinhart
- 2015, 2021: SOKO Köln (Fernsehserie, Folgen: Kein Weg zurück, Vaterliebe)
- 2015: Coming Out – Regie: Stefan Schaller • Kino
- 2015: Ein Atem – Regie: Christian Zübert • Kino
- 2015: Tatort: Kollaps
- 2016: Böser Wolf – Ein Taunuskrimi (Zweiteiler)
- 2016: Aus der Haut
- 2016: Tatort: Auf einen Schlag
- 2017: SOKO Leipzig – Einmal im Leben.
- 2018: Heldt – Auf Sendung
- 2018: Notruf Hafenkante – Vom verlorenen Glück
- 2018: Polizeiruf 110 – Der Fall Sikorska
- 2018: Schwimmen
- 2019: Der Staatsanwalt – Abrechnung in Blut (Fernsehserie)
- 2019: Unschuldig (Fernsehfilm)
- 2022: Die Heiland – Wir sind Anwalt – Brandstiftung
- 2022: Marie Brand und der überwundene Tod
- 2022: Der Irland-Krimi: Preis des Schweigens
- 2023: Tatort: Borowski und die große Wut
- 2023: Unter anderen Umständen: Dämonen
- 2025: Cassandra (Fernsehserie)

## Theater
Von 2004 bis 2008 war Finder im Ensemble des Hessischen Staatstheaters Wiesbaden tätig. Sie spielte dort unter anderem in folgenden Stücken:
- 2004: Die Geierwally
- 2004: Der Geizige von Jean Baptiste Molière
- 2005: Die Ratten von Gerhart Hauptmann
- 2005: Was ihr wollt von William Shakespeare
- 2006: Ein Monat auf dem Lande von Iwan Turgenew
- 2006: Leonce und Lena von Georg Büchner
- 2006: Woyzeck von Georg Büchner
- 2006: Die tätowierte Rose von Tennessee Williams
- 2007: Tropfen auf heiße Steine von Rainer Werner Fassbinder
- 2007: Heuschrecken von Biljana Srbljanovic
- 2007: Sommer vorm Balkon von Wolfgang Kohlhaase
- 2007: Nathan der Weise von Gotthold Ephraim Lessing
- 2007: Die Jüdin von Toledo von Franz Grillparzer
- 2008: Vor Sonnenuntergang von Gerhart Hauptmann

Finder war unter anderem 2013 am Schauspiel Frankfurt in Draußen vor der Tür in der Regie von Jürgen Kruse zu sehen. Des Weiteren war sie auch auf weiteren Bühnen und ab 2015 wieder in Frankfurt zu Gast:
- 2009: Noah’s Ark. The new end of Europe am Teatr Nowy in Poznań in Polen
- 2009/2010: wohnen. unter glas am Deutschen Theater Berlin
- 2010: Mutter Courage am Markgrafentheater Erlangen
- 2011: Don Carlos und Die Feuerzangenbowle bei den Burgfestspielen in Bad Vilbel
- 2012: F.I.N.D Festival an der Schaubühne am Lehniner Platz in Berlin
- 2014: Don Carlos am Staatstheater Saarbrücken
- 2015: Der Mann der die Welt aß am Stadttheater Gießen
- 2015: Leonce und Lena am Schauspiel Frankfurt
- 2016: One for the Road / Der stumme Diener am Schauspiel Frankfurt

Zuvor war sie 1999 in Figaros Hochzeit auf der Freilichtbühne Spandau zu sehen sowie 2003 in Präsidentinnen im Berliner Arbeiter-Theater.

## Auszeichnungen
- 2007: Tropfen auf heiße Steine – Sonderpreis für die beste Regie Hessische Theatertage
- 2013: Antons Fest 37. FESTIVAL DES FILMS DU MONDE / MONTREAL Nominiert in der First Films World Competition
- 2013: Giraldillo de Plata Award – BEST ACTRESS – for THE POLICE OFFICER´s WIFE by PHILIP GRÖNING at 10th SEVILLE EUROPEAN FILM FESTIVAL
- 2013: Spezialpreis der Jury für Die Frau des Polizisten Venedig – International competition of feature films, presented as world premieres
- 2014: Best Actress Award für Die Frau des Polizisten auf dem 19. Vilnius International Film Festival